# Lindsaea bolivarensis
Lindsaea bolivarensis là một loài thực vật có mạch trong họ Dennstaedtiaceae. Loài này được V. Marcano miêu tả khoa học đầu tiên.